# Gliese 318
Gliese 318 (GJ 318 / LHS 253 / WD 0839-327 / EGGR 62) es una enana blanca de magnitud aparente +12,00. Está situada en la constelación de la Brújula a aproximadamente 30 segundos de arco de α Pyxidis. De acuerdo a su paralaje, Gliese 318 se encuentra a 28,9 años luz del sistema solar, aunque las observaciones espectroscópicas la sitúan más cerca, a unos 23 años luz.
Se piensa que Gliese 318 es una enana blanca binaria; aunque las variaciones en la velocidad radial no son significativas, sí lo son las variaciones de los perfiles de línea. Asumiendo que la temperatura efectiva determinada, 9340 K, corresponde a la componente primaria más brillante, la magnitud absoluta de esta sería +12,58. La componente secundaria —considerando que su distancia respecto al sistema solar es de 28,9 años luz— tendría magnitud absoluta +13,4, lo que corresponde a una temperatura efectiva en torno a 7500 K.
Su edad —como enana blanca— se estima en 550 millones de años.